# Tom Mainguenaud
Tom Mainguenaud, né le 13 août 2000 à Niort (Deux-Sèvres), est un coureur cycliste français.

## Biographie
Originaire de Niort, Tom Mainguenaud grandit au contact du monde du vélo. Son grand-père Jean-François est un ancien coureur cycliste, tout comme son père Frédéric, professionnel entre 2000 et 2005. Son petit frère Lucas pratique également ce sport,. Inspiré par ses aînés, il fait ses débuts en BMX, avant de se tourner vers le cyclisme sur route en catégorie minimes.
Il devient coureur professionnel en 2022 au sein de l'équipe continentale Go Sport-Roubaix Lille Métropole. Après ses débuts au Grand Prix La Marseillaise, il est aligné sur le Tour de La Provence, où il participe à une échappée lors de la première étape.
Non retenu par la formation roubaisienne en 2024, il fait le choix de retourner chez les amateurs et signe un contrat avec l’équipe Cre'Actuel-Marie Morin-U 22.

## Palmarès sur route

### Par années
- 2018
  - 1re étape de la Route d'Éole
  - 2e du Tour de Gironde
  - 3e du Trophée de la Ville de Châtellerault
- 2019
  - 3e du Grand Prix de Nedde
- 2021
  - Grand Prix de Vallet
  - Grand Prix Fernand-Durel
  - 2e du Caux Tour
  - 2e du championnat de Bretagne sur route
  - 3e du Grand Prix de Plouay amateurs
- 2022
  - 3e du Prix de Saint-Projet
- 2024
  - Flèche de Locminé
  - Nocturne des Remparts à Angoulême
  - Saint-Brieuc Agglo Tour  : 
    - Classement général
    - 1re étape

  - Mémorial d'Automne
  - 2e du Circuit de l'Essor
  - 2e du championnat de Bretagne sur route
  - 2e du Grand Prix Michel-Lair
  - 2e de la Yellow Race
  - 2e de la Ronde Mayennaise
  - 3e de la Flèche Bigoudène
  - 3e de la Classique Puisaye-Forterre
- 2025
  - Circuit de la Vallée de la Loire
  - 1re étape des Boucles de la Charente-Maritime
  - 1re étape de l'Essor Breton
  - 2e de Redon-Redon
  - 2e du Critérium de Bonchamp
  - 3e du Circuit du Morbihan
  - 3e du Tour du Pays de Lesneven
  - 3e du championnat des Pays de la Loire
  - 3e de La SportBreizh
  - 3e du Tour des Deux-Sèvres

### Classements mondiaux
| Année                                 | 2021  | 2022  | 2023  | 2024  |
| ------------------------------------- | ----- | ----- | ----- | ----- |
| Classement mondial                    | 2068e | 2511e | 2419e | 1803e |
| UCI Europe Tour                       | 1403e | 1535e | nc    | nc    |
|                                       |       |       |       |       |
| Légende : nc = non classéSource : UCI |       |       |       |       |

## Palmarès en cyclo-cross
- 2023-2024
  - 3e du championnat de France de cyclo-cross en relais mixte